# Pan-Européenne
Pan-Européenne est une société de production audiovisuelle et de distribution de film française. Son président est Philippe Godeau,.
Sa filiale de distribution est Pan Distribution.

## Histoire
Pan-Européenne a été créée à la fin des années 1980 par Philippe Godeau. En distribuant des films tels que Toto le Héros de Jaco Van Dormael (1991), Les Nuits Fauves de Cyril Collard (1992) et Regarde les Hommes Tomber de Jacques Audiard (1994), Pan-Européenne a commencé son activité en tant que société de production. Le studio de cinéma Polygram a confié à la société la distribution de ses films en France. En 1999, cette collaboration a pris fin à la suite de l’acquisition de Polygram par Universal. La restructuration du groupe a conduit à la division de la société en deux branches : Pan-Européenne Édition, une distribution indépendante créée en 2001, et Pan-Européenne Production,
En 2004, Wild Bunch a choisi Pan-Européenne Édition pour la distribution sur le marché français. Après l’association entre Pan-Européenne et Wild Bunch pour la distribution de films en France, Pan-Européenne Édition a pris le nom de Wild Bunch Distribution en 2006. Depuis lors, Pan-Européenne Production est devenue Pan-Européenne et la société a entamé une série de projets internationaux tels que Largo Winch (2008), tourné à Malte, en Sicile et à Hong Kong, et Mr. Nobody (2009), une coproduction entre la Belgique, le Canada, la France et l’Allemagne.
En avril 2022, Pan-Européenne a annoncé son retour dans le secteur de la distribution en créant une nouvelle branche de distribution, nommée Pan Distribution.
En septembre 2023, il a été annoncé que le groupe européen de production et de distribution Vuelta Group avait acquis une participation dans Pan-Européenne ainsi que dans ses divisions.

## Films produits
- 1992 : Patrick Dewaere de Marc Esposito
- 1992 : Une vie indépendante de Vitali Kanevski
- 1995 : Adultère, mode d'emploi de Christine Pascal
- 1995 : Le Garçu de Maurice Pialat
- 1996 : Le Huitième jour de Jaco Van Dormael
- 1999 : Mauvaises fréquentations de Jean-Pierre Améris
- 2000 : Baise-moi de Virginie Despentes et Coralie Trinh Thi
- 2001 : C'est la vie de Jean-Pierre Améris
- 2001 : Change-moi ma vie de Liria Bégéja
- 2002 : Monique : toujours contente de Valérie Guignabodet
- 2004 : Chemins de traverse de Manuel Poirier
- 2004 : Mariages ! de Valérie Guignabodet
- 2004 : Poids léger de Jean-Pierre Améris
- 2004 : Les Sœurs fâchées d'Alexandra Leclère
- 2005 : Camping à la ferme de Jean-Pierre Sinapi
- 2006 : L'Homme de sa vie de Zabou Breitman
- 2006 : Mauvaise Foi de Roschdy Zem
- 2007 : Danse avec lui de Valérie Guignabodet
- 2007 : Le Prix à payer d'Alexandra Leclère
- 2007 : La Face cachée de Bernard Campan
- 2007 : Détrompez-vous de Bruno Dega et Jeanne Le Guillou
- 2008 : Largo Winch de Jérôme Salle
- 2008 : Magique ! de Philippe Muyl
- 2009 : Les Doigts croches de Ken Scott
- 2009 : Le Dernier pour la route de Philippe Godeau
- 2009 : Oscar et la Dame rose d'Éric-Emmanuel Schmitt
- 2009 : Divorces de Valérie Guignabodet
- 2010 : Mr Nobody de Jaco Van Dormael
- 2010 : Les Émotifs anonymes de Jean-Pierre Améris
- 2010 : Largo Winch 2 de Jérôme Salle
- 2013 : 11.6 de Philippe Godeau
- 2013 : Juliette de Pierre Godeau
- 2014 : Les Trois Frères : Le Retour de Didier Bourdon et Bernard Campan
- 2015 : Sous X de Jean-Michel Correia
- 2015 : Une famille à louer de Jean-Pierre Améris
- 2015 : Le Grand Partage d' Alexandra Leclère
- 2016 : Éperdument de Pierre Godeau
- 2016 : L'Odyssée de Jérôme Salle
- 2017 : Garde alternée d' Alexandra Leclère
- 2019 : Raoul Taburin de Pierre Godeau
- 2019 : Chanson douce de Lucie Borleteau
- 2019 : Yao de Philippe Godeau
- 2022 : Le Tigre et le Président de Jean-Marc Peyrefitte
- 2022 : Presque de Bernard Campan et Alexandre Jollien
- 2023 : Le Clan d'Éric Fraticelli
- 2023 : Inestimable d'Éric Fraticelli
- 2024 : Sous le vent des Marquises de Pierre Godeau
- 2024 : Largo Winch : Le Prix de l'argent d'Olivier Masset-Depasse
- 2025 : La Fille d'un grand amour d'Agnès De Sacy
- 2025 : Les Rêveurs d'Isabelle Carré
- 2025 : Le Pays d'Arto de Tamara Stepanyan

## Films distribués
- 1990 : La Discrète de Christian Vincent
- 1990 : Bouge pas, meurs, ressuscite de Vitali Kanevsky
- 1991 : L'Autre de Bernard Giraudeau
- 1991 : Toto le héros de Jaco Van Dormael
- 1991 : Paris s'éveille d'Olivier Assayas
- 1992 : La Sentinelle d'Arnaud Desplechin
- 1992 : Beau fixe de Christian Vincent
- 1992 : Patrick Dewaere de Marc Esposito
- 1992 : Bob Roberts de Tim Robbins
- 1992 : Une vie indépendante de Vitali Kanevski
- 1992 : Les Nuits fauves de Cyril Collard
- 1993 : Le Jeune Werther de Jacques Doillon
- 1993 : Hélas pour moi de Jean-Luc Godard
- 1993 : La Naissance de l'amour de Philippe Garrel
- 1993 : It's All True de Richard Wilson
- 1994 : Before the Rain de Milcho Manchevski
- 1994 : Petits arrangements avec les morts de Pascale Ferran
- 1994 : Les Roseaux sauvages d'André Téchiné
- 1994 : Regarde les hommes tomber de Jacques Audiard
- 1994 : L'Eau froide d'Olivier Assayas
- 1994 : Quatre mariages et un enterrement de Mike Newell
- 1995 : Haut bas fragile de Jacques Rivette
- 1995 : Adultere, mode d’emploi de Christine Pascal
- 1995 : Oublie-moi de Noëmie lvovsky
- 1995 : Le Garçu de Maurice Pialat
- 1995 : Priscilla, folle du désert de Stephan Elliot
- 1995 : Usual Suspects de Bryan Singer
- 1996 : Le Huitième Jour de Jaco Van Dormael
- 1996 : Petits meurtres entre amis de Danny Boyle
- 1999 : Mauvaises Fréquentations de Jean-Pierre Améris
- 2000 : Baise-moi de Virginie Despentes et Coralie Trinh Thi
- 2001 : Change-moi ma vie de Liria Bégéja
- 2001 : C’est la vie de Jean-Pierre Améris
- 2002 : Monique de Valérie Guignabodet
- 2002 : Se souvenir des belles choses de Zabou Breitman
- 2003 : Respiro d'Emanuele Crialese
- 2003 : Une adolescente d'Eiji Okuda
- 2003 : Les Corps impatients de Xavier Giannoli
- 2003 : Travail d'Arabe de Christian Philibert
- 2003 : Ken Park de Larry Clark
- 2003 : Merci Docteur Rey de Andrew Litvack
- 2004 : Chemins de traverse de Manuel Poirier
- 2004 : Mariages ! de Valérie Guignabodet
- 2004 : Poids léger de Jean-Pierre Améris
- 2004 : CQ2 (Seek You Too) de Carole Laure
- 2004 : Les Sœurs fâchées d'Alexandra Leclère
- 2004 : Pinocchio le robot de Daniel Robichaud
- 2004 : Trois extrêmes de Fruit Chan, Park Chan Wook et Takashi Miike
- 2004 : Nouvelle Cuisine de Fruit Chan
- 2004 : L'Autre Rive de David Gordon Green
- 2005 : La Rage du tigre (1971) de Chang Cheh (ressortie)
- 2005 : 9 Songs de Michael Winterbottom
- 2005 : Sin City de Robert Rodriguez et Frank Miller
- 2005 : Camping à la ferme de Jean-Pierre Sinapi
- 2005 : Le Territoire des morts de George A. Romero
- 2005 : Combien tu m'aimes ? de Bertrand Blier
- 2005 : La Saveur de la pastèque de Tsai Ming-Liang
- 2005 : Mary d'Abel Ferrara
- 2005 : Perhaps Love de Peter Ho-Sun Chan
- 2006 : L'Ivresse du pouvoir de Claude Chabrol
- 2006 : Comme t'y es belle ! de Lisa Azuelos
- 2006 : Vagues invisibles de Pen-Ek Ratanaruang
- 2006 : Meurtrières de Patrick Grandperret
- 2006 : Arrivederci amore, ciao de Michele Soavi
- 2006 : Président de Lionel Delplanque
- 2006 : L'Homme de sa vie de Zabou Breitman
- 2006 : Le Labyrinthe de Pan de Guillermo del Toro
- 2006 : Mauvaise Foi de Roschdy Zem
- 2006 : Mon meilleur ami de Patrice Leconte
- 2006 : Le Serpent d'Éric Barbier
- 2022 : Coupez! de Michel Hazanavicius
- 2023 : Les Gardiennes de la planète de Jean-Albert Lièvre
- 2023 : Bonne conduite de Jonathan Barré
- 2023 : Le Consentement de Vanessa Filho
- 2023 : Augure de Baloji
- 2023 : Ma France à moi de Benoît Cohen
- 2023 : Le Clan d'Éric Fraticelli
- 2023 : Inestimable d'Éric Fraticelli
- 2024 : Sous le vent des Marquises de Pierre Godeau
- 2024 : La Vie selon Ann de Joanna Arnow
- 2024 : Un p'tit truc en plus d'Artus
- 2024 : Largo Winch : Le Prix de l'argent d'Olivier Masset-Depasse
- 2024 : Fêlés de Christophe Duthuron
- 2024 : The Devil's bath de Veronika Franz et Severin Fiala
- 2024 : Marmaille de Grégory Lucily
- 2025 : La Fille d'un grand amour d'Agnès De Sacy
- 2025 : Queer de Luca Guadagnino
- 2025 : Diplodocus de Wojtek Wawszczyk[5]
- 2025 : Indomptables de Thomas Ngijol
- 2025 : Ciudad sin sueño de Guillermo Galoe